# The Glass Slipper (Vancouver)
The Glass Slipper war ein seit den frühen 1990er-Jahren bestehender Jazzclub in Vancouver. Nach einer Brandstiftung 1997 öffnete die von dem Gitarristen und Komponisten Ron Samworth und anderen Musikern betriebene Veranstaltungsstätte nicht wieder.

## Geschichte
The Glass Slipper war in den 1990er-Jahren eine der zentralen Spielstätten für Improvisations- und Jazzmusik in Vancouver. Der Club befand sich zunächst im Basement der Royal Canadian Legion Hall in der East 11th Street (Lage), danach in einem besser geeigneten Gebäude, einer ehemaligen Kirche am Parkplatz des Biltmore Hotels. Ursprünglich als Übungsort mit gelegentlichen Konzerten geschaffen, entwickelte sich The Glass Slipper rasch zu einer Veranstaltungsstätte, in der sieben Abende in der Woche Konzerte stattfanden.
Dort traten u. a. Kenny Wheeler, Dylan van der Schyff und Peggy Lee auf, ferner Lokalgrößen wie Claude Ranger, Christopher Sigerson und Renee Doruyter. In dem Veranstaltungsort wurden auch einige Konzerte mitgeschnitten und veröffentlicht, u. a. von François Houle, Christy Doran/Fredy Studer (im Rahmen des International Jazz Festival Vancouver 1992) und Hugh Fraser.